# Dirk Jan ten Geuzendam
Diederik Johan Mathijs ten Geuzendam  (11 januari 1957, Heerlen) is een Nederlandse schaakschrijver, journalist, commentator en organisator. Hij is hoofdredacteur van New In Chess, een internationaal, Engelstalig schaaktijdschrift met lezers in 116 landen.
Ten Geuzendam studeerde Engelse Taal- en Letterkunde (kandidaats) en Algemene Literatuurwetenschap (doctoraal) aan de Universiteit van Groningen.

## New In Chess
In 1985 werd hij redacteur bij New In Chess en sinds de late jaren ’80 doet hij verslag van de belangrijkste schaakevenementen waar ook ter wereld. Door de jaren heen heeft hij talloze grootmeesters en andere schaakpersoonlijkheden geïnterviewd. Een keuze uit deze interviews verscheen in zijn boeken Finding Bobby Fischer (1994, tweede editie 2015) en The Day Kasparov Quit (2006).
Zijn boek Linares! Linares!, A Journey into the Heart of Chess (2001, oorspronkelijk verschenen als Het Geheime Wonder in 2000), is een romantische impressie vol verhalen (maar geen partijen) over de legendarische schaaktoernooien in Linares, Spanje.
Daarnaast verzorgde hij een reeks toernooiboeken, zoals The Second SWIFT International Chess Tournament, Brussels 1987, The 11th Interpolis Chess Tournament, Tilburg 1987, The 12th Interpolis Chess Tournament, Tilburg 1988, SKA Mephisto Turnier 1991 (in het Duits), Waarom schaakt u eigenlijk? (in het Nederlands, VSB toernooi 1996, Amsterdam), Fontys Schaaktoernooi Tilburg 1996 (in het Nederlands), Donner Memorial Amsterdam 1997 (in het Nederlands) en Fontys Schaaktoernooi Tilburg 1997 (in het Nederlands).

## Bobby Fischer
Na zijn ontmoeting met de Amerikaanse legende Bobby Fischer in Sveti Stefan in 1992 (die resulteerde in zijn eerste interviewboek), behield Ten Geuzendam een speciale interesse voor de 11de wereldkampioen schaken. Na de dood van Fischer in 2008 reisde hij naar IJsland, om de mensen te spreken die Fischer goed gekend hadden toen hij daar woonde. Het resultaat was een artikel van 22 pagina's in New In Chess 2008/2. Een ander uitgebreid artikel over Fischer verscheen in New In Chess 2015/3. Daarin betoogt Ten Geuzendam dat 'we alleen door Fischer's geestesziekte als een feit te accepteren, we hem zijn heftige antisemitisme, zijn extreme paranoia en andere waanbeelden kunnen vergeven, en zo het schaakgenie omarmen, een van de grootste en meest inspirerende kampioenen die ons spel ooit heeft gezien.'

## Nederlandse journalistiek
Naast zijn werk voor New In Chess heeft hij veel over schaken geschreven in NRC Handelsblad en in Vrij Nederland, waar hij van 1994 tot 2002 een wekelijkse rubriek had. Een keuze uit die rubrieken verscheen in 2000 als Schaaklezen.
Van 2007 tot 2013 was hij een van de redacteuren (samen met Allard Hoogland en Rob van Vuure) van het literaire schaaktijdschrift Matten.

## Teamcaptain
Twee keer, in 1990 op de Schaakolympiade in Novi Sad en in 1992 op de Schaakolympiade in Manilla, was Ten Geuzendam captain van het Nederlandse team.

## Toernooidirecteur
Voor de in Monaco gevestigde Association Max Euwe van schaakmecenas Joop van Oosterom was Ten Geuzendam toernooidirecteur van de vier laatste edities van het prestigieuze Amber Rapid- en Blindschaaktoernooi (2008 t/m 2010 in Nice, 2011 in Monaco) en de drie laatste edities van het NH Rising Stars vs. Experience-toernooi in Amsterdam (2008 t/m 2010).

## Commentaar-'host'
Ten Geuzendam maakte zijn debuut als commentaar-'host' tijdens de Engelstalige live-uitzendingen van de Wereldkampioenschapsmatch tussen Vishy Anand en Boris Gelfand in 2012 in Moskou. Tijdens de match maakten verschillende topgrootmeesters hun opwachting als co-commentator: Vladimir Kramnik, Peter Leko, Nigel Short, Peter Svidler en Jan Timman. Na dit debuut was hij 'host' bij het commentaar tijdens toptoernooien als het Aljechin-memorial in 2013 in Parijs en St. Petersburg (met Jan Timman, Alexander Grischuk en Judit Polgar), Norway Chess 2013 (met Simen Agdestein), de Tromsø World Cup in 2013 (met Nigel Short), Norway Chess 2014 (met Nigel Short) en de Baku World Cup 2015.

## Boeken
- Finding Bobby Fischer, 1994
- Amsterdam 1996, 1996
- Waarom schaakt u eigenlijk?, VSB Toernooi 1996
- Tilburg 1997, 1997
- Donner Memorial; Internationaal Schaaktoernooi Amsterdam 1996, New in Chess Interchess (1997), een boek over de Donner Memorial.
- Het geheime wonder, L.J. Veen, 2000.
- Linares! Linares! - A Journey into the Heart of Chess, 2001
- The Day Kasparov Quit, 2006